# Shunsuke Imamura
Shunsuke Imamura (今村駿介?, Imamura Shunsuke; Ukiha, 14 febbraio 1998) è un pistard e ciclista su strada giapponese che corre per il team Wanty-Nippo-ReUz.

## Palmarès

### Pista
- 2015

Campionati del mondo, Corsa a punti Junior
- 2016

Campionati asiatici, Corsa a punti Junior
Campionati giapponesi, Corsa a punti
- 2017

Campionati giapponesi, Corsa a punti
Campionati giapponesi, Inseguimento a squadre (con Hiroto Harai, Yuto Takahashi e Riku Hashimoto)
- 2018

Campionati asiatici, Inseguimento a squadre (con Ryo Chikatani, Shogo Ichimaru e Keitaro Sawada)
- 2019

Campionati giapponesi, Inseguimento a squadre (con Ryo Chikatani, Kazushige Kuboki ed Eiya Hashimoto)
- 2020

Campionati asiatici, Inseguimento a squadre (con Ryo Chikatani, Kazushige Kuboki, Keitaro Sawada ed Eiya Hashimoto)
- 2021

Campionati giapponesi, Inseguimento a squadre (con Eiya Hashimoto, Tetsuo Yamamoto, Shoki Kawano e Naoki Kojima)
Campionati giapponesi, Corsa a eliminazione
Campionati giapponesi, Scratch
Campionati giapponesi, Americana (con Tetsuo Yamamoto)
Campionati giapponesi, Inseguimento individuale
Campionati giapponesi, Corsa a punti
- 2022

Campionati asiatici, Inseguimento a squadre (con Shoi Matsuda, Kazushige Kuboki, Naoki Kojima ed Eiya Hashimoto)
Campionati asiatici, Americana (con Kazushige Kuboki)
Campionati asiatici, Omnium
Campionati giapponesi, Inseguimento a squadre (con Kazushige Kuboki, Naoki Kojima e Shoi Matsuda)
Campionati giapponesi, Americana (con Kazushige Kuboki)
- 2023

Campionati giapponesi, Inseguimento a squadre (con Kazushige Kuboki, Eiya Hashimoto e Shoi Matsuda)
Campionati giapponesi, Americana (con Kazushige Kuboki)
Campionati asiatici, Americana (con Kazushige Kuboki)
Giochi asiatici, Inseguimento a squadre (con Kazushige Kuboki, Eiya Hashimoto, Naoki Kojima e Shoi Matsuda)
Giochi asiatici, Americana (con Naoki Kojima)

### Strada
- 2019 (Team Bridgestone Cycling, una vittoria)

Campionati giapponesi, Prova a cronometro Under-23
- 2022 (Team Bridgestone Cycling, una vittoria)

1ª tappa Tour de Hokkaido (Sapporo > Kyōwa)
3ª tappa Tour de Hokkaido (Kutchan > Tomakomai)
- 2025 (Wanty-Nippo-ReUz, due vittoria)

2ª tappa Tour de Kumano (Kozagawa > Kozagawa)
Campionati giapponesi, Prova a cronometro

#### Altri successi
- 2022 (Team Bridgestone Cycling)

Classifica a punti Tour de Hokkaido
- 2023 (Team Bridgestone Cycling)

Fukuroi Kakegawa Road Race - Day 1
Fukuroi Kakegawa Road Race - Day 2

## Piazzamenti

### Competizioni mondiali
- Campionati del mondo su pista

Astana 2015 - Inseguimento a squadre Junior: 7º
Astana 2015 - Corsa a punti Junior: vincitore
Aigle 2016 - Inseguimento a squadre Junior: 16º
Aigle 2016 - Corsa a punti Junior: 10º
Aigle 2016 - Inseguimento individuale Junior: 23º
Hong Kong 2017 - Inseguimento individuale: 25º
Hong Kong 2017 - Omnium: 19º
Apeldoorn 2018 - Inseguimento a squadre: 9º
Pruszków 2019 - Inseguimento a squadre: 12º
Berlino 2020 - Inseguimento a squadre: 9º
Roubaix 2021 - Inseguimento individuale: 9º
Saint-Quentin-en-Yvelines 2022 - Inseguimento a squadre: 9º
Saint-Quentin-en-Yvelines 2022 - Omnium: 6º
Saint-Quentin-en-Yvelines 2022 - Americana: 7º
Glasgow 2023 - Omnium: 3º
- Campionati del mondo su strada

Yorkshire 2019 - Cronometro Under-23: 45º
Yorkshire 2019 - In linea Under-23: 112º